# Shadows Fall
Shadows Fall — американская метал-группа из Спрингфилда, образованная в 1995 году. Для большинства студийных работ состав Shadows Fall закрепился за Брайаном Фейром (вокал), Джонатаном Донаисом (соло-гитара), Мэттом Бэчандом (ритм-гитара), Полом Романко (бас-гитара) и Джейсоном Биттнером (ударные). За всё время своего существования группа выпустила семь студийных альбомов, три сборника, два DVD и девять синглов. Коллектив дважды номинировался на Грэмми в категории «Лучшее метал-исполнение».
В конце 2011 года группа направилась в студию для записи своего седьмого полноформатного альбома. Релиз, получивший название Fire From the Sky, был выпущен 15 мая 2012 года. Продюсером альбома стал Адам Дуткевич, ранее работавший с группой на их дебютной записи.
С 2014 года, в связи с занятостью участников в сторонних проектах, Shadows Fall временно приостановили музыкальную деятельность.

## История

### Формирование иSomber Eyes to the Sky(1995—1997)
Shadows Fall была создана в 1995 году двумя друзьями по местной метал-сцене Спрингфилда, гитаристами Джонатаном Донаисом и Мэтом Бэчандом. До этого Бэчанд играл в малоизвестной дэт-метал-группе, а Донаис в металкор-команде Aftershock. Название коллектива было взято с одноимённого комикса, выпускавшегося в 1990-х годах. В 1996 году состав группы пополнился вокалистом Дамьеном Макперсоном, бас-гитаристом Марком Лалибертом и ударником Дэвидом Джерменом. В том же году было записано и выпущено первое демо Mourning a Dead World, распроданное в количестве 200 экземпляров. Вскоре Макперсон решил покинуть Shadows Fall, не видя в ней каких-либо перспектив. В 1997 году его заменил Филип Лабонте, а на место бас-гитариста в группу был приглашен Пол Романко, участник пост-хардкор-коллектива Pushbutton Warfare. В таком составе Shadows Fall выпускает свой первый EP To Ashes.
В том же году Shadows Fall отыграли ряд концертов в туре вместе с Fear Factory и Cannibal Corpse в Новой Англии, после чего музыканты вернулись в студию для записи материала к первому релизу. 30 ноября 1997 года группа выпустила на лейбле Lifeless Records дебютный альбом Somber Eyes to the Sky.

### Of One BloodиThe Art of Balance(1998—2003)
В 1998 году Лабонте ушёл в All That Remains. В поисках вокалиста группа обратилась к Брайану Фейру из группы Overcast, который на тот момент уже был знаком с участниками коллектива. После летнего тура с Shai Hulud Фейр стал постоянным членом группы. В 2000 году Shadows Fall подписали контракт с лейблом Century Media Records, на котором они выпустили свой первый альбом с новым вокалистом, получивший название Of One Blood. В 2001 году из-за алкогольной зависимости группу покидает Дэвид Джермен, на замену которому был приглашен Джейсон Биттнер.

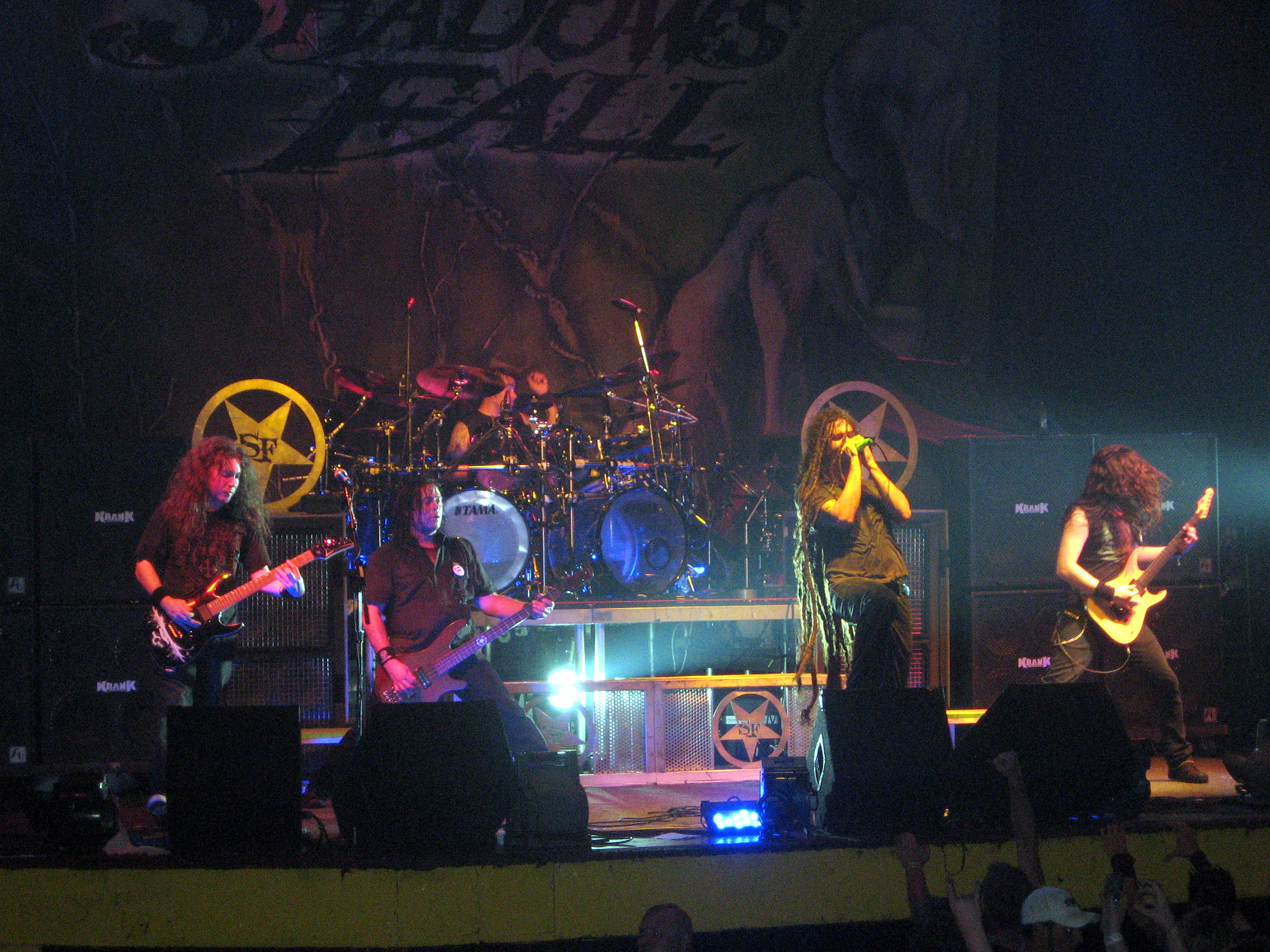
Shadows Fall в 2007

Вскоре участники Shadows Fall приняли решение отказаться от тяжести дэт-метала и изменить звучание. 17 сентября 2002 года вышел альбом The Art of Balance, продемонстрировавший новый стиль группы, сочетая в себе трэш-метал и хард-рок. Релиз занял 15 позицию в чарте Billboard в категории Top Independent Albums. На песни «Thoughts Without Words», «Destroyer of Senses», и «The Idiot Box» были выпущены клипы. В обзоре Allmusic Энди Хиндс описал The Art of Balance как «современный, тяжелый метал-альбом, одновременно жесткий и мелодичный». При этом он раскритиковал композицию «Welcome to the Machine», назвав её «неуместной». После издания альбома группа отправилась в мировое турне, которое завершилось выступлением на фестивале Ozzfest в 2003 году.

### The War Within(2004—2006)
Четвёртый студийный альбом The War Within вышел 21 сентября 2004 года. Релиз дебютировал в Billboard 200 под 20 номером и на первом месте в Top Independent Albums. В поддержку альбома были выпущены клипы на песни «The Power of I and I», «What Drives the Weak», «Inspiration on Demand», и «Enlightened By the Cold». Песня «What Drives the Weak» была номинирована на премию Грэмми в категории «Лучшее Метал исполнение» в 2006 году, но в результате победу одержали Slipknot с песней «Before I Forget». The War Within получил положительные отзывы от критиков. По мнению обозревателя Allmusic, Уэйда Киргана, высоко оценившего релиз, благодаря этому альбому группа «переросла метал/хардкор-сцену, став ближе к классическому трэш-металу». К 2008 году было продано более 400,000 копий альбома в США.
В ноябре 2005 Shadows Fall выпустили свой первый DVD The Art of Touring, в который вошла запись живого выступления группы, различные видеоматериалы из жизни коллектива и шесть видеоклипов. 13 июня 2006 года, на лейбле Century Media Records, группа издала сборник Fallout from the War, включивший в себя неизданные треки с предыдущих альбомов, би-сайды, переиздания и кавер-версии. Сборник занял 83 позицию в чарте Billboard 200.

### Threads of Life(2007—2008)
Shadows Fall подписали контракт с Atlantic Records на дистрибуцию альбомов по Америке и с Roadrunner Records для зарубежной дистрибуции. 20 февраля 2007 года на iTunes стал доступен для скачивания сингл «Redemption», распространяемый вместе с музыкальным клипом. Песня была номинирована на Греми в категории «Лучшее метал исполнение», но победу одержали Slayer с композицией «Eyes of the Insane». 3 апреля группа выпустила пятый студийный альбом Threads of Life. Том Джарек из Allmusic назвал Threads of Life «настоящим событием в метал-культуре», описав его как альбом с «убийственными гитарными брейками, жирными пыхтящими рифами, мощным басом, крутыми ударными и мелодичными проигрышами». Кейт Бергман из Blabbermouth.net назвал Threads of Life «глубоким как ад».
В конце 2007 года Shadows Fall отправились на гастроли в поддержку Threads of Life, во время которых группа приняла участие в Jägermeister tour вместе с Stone Sour и Lacuna Coil, в Operation Annihilation tour с Static-X, 3 Inches of Blood, и Divine Heresy, и в Black Crusade tour с Trivium, Machine Head, Dragonforce, и Arch Enemy. Группа также выступила на Soundwave в Австралии и Азии в феврале 2008 года с Killswitch Engage, As I Lay Dying, и Bleeding Through.

### Retribution(2009—2011)
15 сентября 2009 года Shadows Fall выпустили Retribution на собственном лейбле Everblack Industries, который был создан вместе с Warner Music Group’s, Ferret Music и ChannelZERO Entertainment. В Великобритании дистрибуцией альбома занималась Spinefarm Records. Продюсером альбома стал Крис Харрис. Во время записи альбома ударник Джейсон Биттнер отмечал, что «песни стали более мрачными и злыми, музыка тяжелей, гитары сумасшедшей, а для меня стало больше простора что бы повеселиться. Нет никаких сомнений у меня в голове что это будет лучшее из того что я и ребята когда либо играли в своей карьере». Осенью 2009 года, в поддержку Retribution, группа отправляется в тур 'Shock & Raw' по Северной Америке с 2Cents, Otep и Five Finger Death Punch. После весеннего южноамериканского тура Shadows Fall приняли участие в Rockstar Mayhem Festival летом 2010 года. Затем группа выступила вместе с Lamb of God в декабрьском туре по Австралии. Также Shadows Fall анонсировали концерт в Нью Йорке 19 декабря 2010 года с Thy Will Be Done на разогреве.
26 октября того же года Shadows Fall выпустили концертный DVD, Madness in Manila: Shadows Fall Live in The Philippines 2009.

### Fire From the Skyи перерыв (2012—2015)
В 2011 году Shadows Fall вернулись в студию и начали запись своего седьмого альбома. Продюсером стал Адам Даткевич, вместе с которым музыканты работали над Somber Eyes to the Sky. Fire From the Sky вышел 15 мая 2012 на лейбле Razor & Tie.
11 января 2013 года гитарист Джон Донис присоединился к Anthrax на время тура Metal Alliance, а 13 января 2013 года он был официально зачислен в состав группы.
В начале 2014 года Shadows Fall отыграли ряд концертов в США, а осенью отправились в турне по Европе. После окончания гастролей музыканты сообщили, что планируют сделать перерыв в концертной деятельности. В декабре того же года Джейсон Биттнер присоединился к группе Flotsam and Jetsam, а Мэтт Бэчанд к Act of Defiance, проекту бывшего гитариста Megadeth, Криса Бродерика.
В августе 2015 года, после нескольких концертов Shadows Fall в США, Джон Донаис сообщил о возможном туре-воссоединении, намеченном на 2016 год.

### Воссоединение (с 2021)
В мае 2021 года ударник Джейсон Биттнер сообщил, что Shadows Fall собираются воссоединиться для серии концертов в конце года. Позднее эту информацию подтвердил и вокалист Брайан Фейр, сообщив что первое шоу в рамках гастролей состоится 18 декабря в Вустере при поддержке коллективов Unearth, Darkest Hour, Within the Ruins, Sworn Enemy и Carnivora.
22 июня 2021 Брайан Фэйр подтвердил выступление Shadows Fall в Worcester Palladium, запланированное на 18 декабря, при поддержке Unearth, Darkest Hour, Within the Ruins, Sworn Enemy и Carnivora. Позднее он также сообщил, что группа готовит новый музыкальный материал для альбома.
6 декабря 2024 года группа выпустил новый сингл «In the Grey».

## Состав
| Текущий состав - Джонатан Донаис — соло-гитара (1995 — настоящее время) - Мэтт Бэчанд — ритм-гитара, вокал (1995 — настоящее время) - Пол Романко — бас-гитара (1997 — настоящее время) - Брайан Фэйр — вокал (1999 — настоящее время) - Джейсон Биттнер — ударные (2002 — настоящее время) | Бывшие участники - Дамьен МакПерсон — вокал (1996—1997) - Марк Лалиберт — бас-гитара (1996—1997) - Дэвид Джермен — ударные (1996—2001) - Филип Лабонте — вокал (1997—1998) | Студийные музыканты - Адам Даткевич — ударные (1996) - Дерек Керсвилл — ударные (2001—2002) Туровые участники - Эд Ланотте — бас-гитара (2012) - Майк Тарбейн — бас-гитара (2013 — настоящее время) - Фелипе Роа — соло-гитара (2013—2014) |

Временная шкала

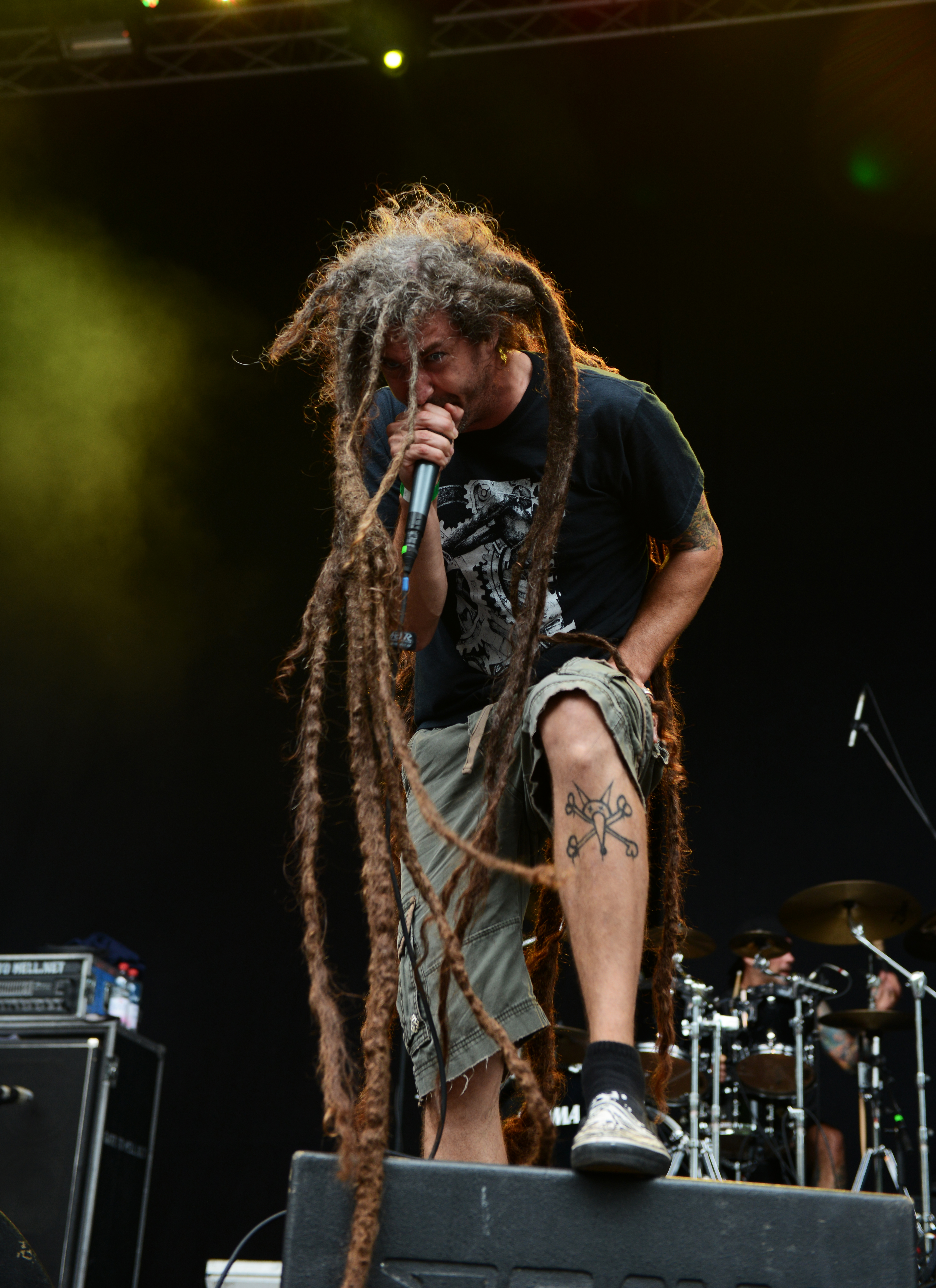
Брайан Фэйр, 2014
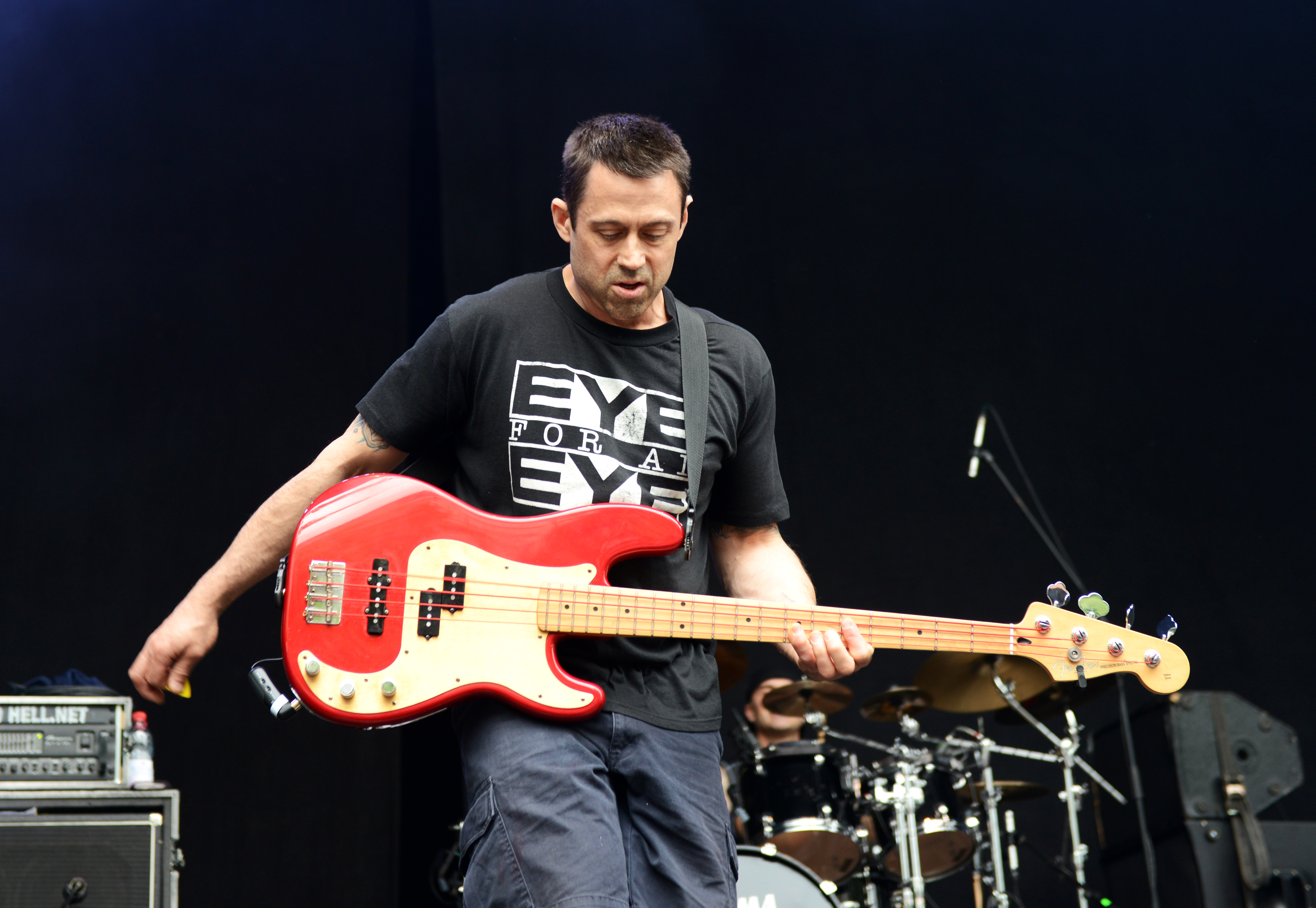
Пол Романко, 2014
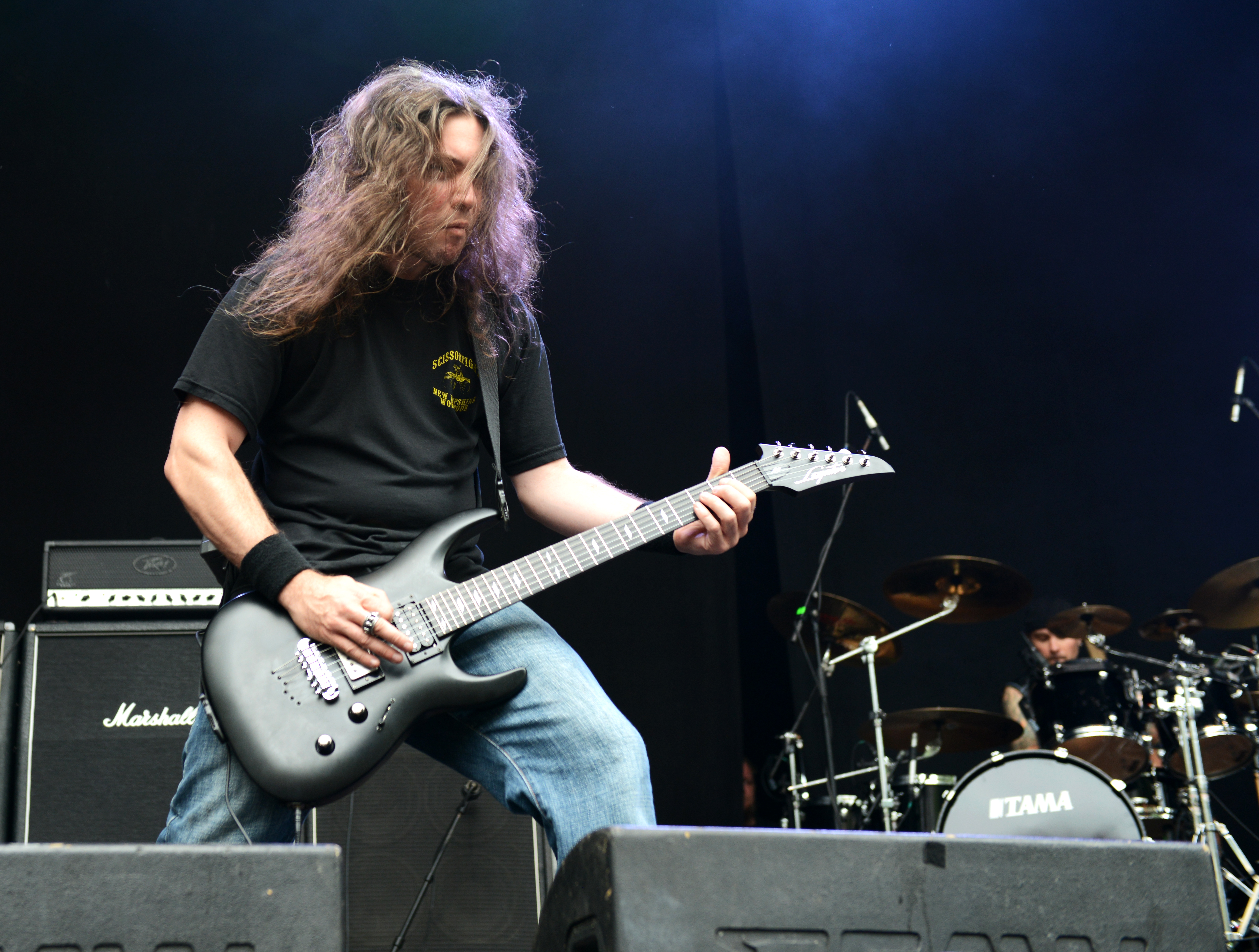
Мэтт Бэчанд, 2014

## Дискография
- Somber Eyes to the Sky[англ.] (1998)
- Of One Blood[англ.] (2000)
- The Art of Balance[англ.] (2002)
- The War Within[англ.] (2004)
- Threads of Life[англ.] (2007)
- Retribution[англ.] (2009)
- Fire from the Sky[англ.] (2012)

## Награды и номинации

### Номинации
- Грэмми за Лучшее метал-исполнение — «What Drives the Weak» (2006)[17]
- Грэмми за Лучшее метал-исполнение — «Redemption» (2008)[27]

Boston Music Awards
| Год  | Номинируемая работа | Категория                        | Результат |
| ---- | ------------------- | -------------------------------- | --------- |
| 2007 | Shadows Fall        | Лучшая метал/хардкор-группа года | Номинация |
| 2007 | Shadows Fall        | Выступление года                 | Номинация |
| 2007 | Threads of Life     | Альбом года                      | Номинация |